# Dirk Reißer
Dirk Reißer (* 14. April 1968 in Aachen) ist ein deutscher Tänzer, Tanzsporttrainer und Choreograph im Bereich des Formationssportes (Latein). Er ist auch als Wertungsrichter tätig.

## Leben
Als Co-Trainer beim TSC Schwarz-Gelb Aachen (sicher von 1995/96 bis 2000/01) und später beim Tanzsportzentrum Aachen (2001/02, 2004/05) war er maßgeblich an den internationalen Erfolgen dieser Vereine beteiligt. Er trainierte die Maastrichter Formation „Beats and Bars“ zur Vizemeisterschaft der Niederlande und das Team des TTH Dorsten in der 1. Bundesliga 2002/03 und 2003/04. Auch seine Arbeit als Nationaltrainer von Thailand Mitte der 1990er Jahre (bis 1999) ist erwähnenswert.
In der Saison 2005/06 wagte Dirk Reißer einen Neuanfang in der Landesliga West Latein mit den sich neu gebildeten Mannschaften des Aachener TSC Blau-Silber. Er ist dort als Cheftrainer und Choreograph verantwortlich für den Formationssport. Das dortige A-Team stieg ungeschlagen bis in die Regionalliga auf.
Bei den verschiedensten Tanz-, Formations- und Showchoreographien wie der Tanzshow Patrick Lindner Show (ZDF) 1993, der Kinderformation bei den Asienspielen 1998 in Bangkok, der Musicalinszenierung Jesus Christ Superstar in Alsdorf, der Tanzshow Wider den tierischen Ernst (ARD) hat er sein Können unter Beweis gestellt.
Zwischen Januar 2008 und Juni 2019 leitete Dirk Reißer die ehemalige Tanzschule Tanzschule Sabine Graab in Dormagen erst unter dem Namen Tanzschule Graab Reißer, die 2009 in Tanzschule Dirk Reißer umbenannt wurde.

## Erfolge

### Paartanz
Mit seiner Tanzpartnerin Dorothée Söndgen hat er folgende Titel erzielt:
- Westdeutscher Meister (Latein) 1995
- Westdeutscher Meister (10-Tänze) 1994
- Erster der Deutschen Rangliste (Latein) 1995
- mehrfacher Semifinalist DM Latein und 10 Tänze
- Semifinale French Open (Latein) 1995
- Semifinale US Open (Latein) 1994

### Formationstanz (Latein)
Als Formationstänzer erlangte er folgende Titel:
- Weltmeister 1992 und 1998
- Europameister 1993
- Deutscher Meister 1991 und 1998
- Blackpoolsieger 1987 und 1993
- Nations Cup Sieger 1993

außerdem verschiedene Vizemeistertitel (DM/EM/WM) in den Jahren 1990 bis 1992

## Auszeichnungen
Als Anerkennung seiner bisherigen sportlichen Leistungen sind ihm folgende Auszeichnungen verliehen worden:
- Silbernes Lorbeerblatt
- Silberner Becher der Stadt Aachen
- Ehrenplakette Deutsche Olympische Gesellschaft
- Goldene Ehrennadel Formation des Deutschen Tanzsportverbands